# Erik II van Noorwegen
Erik II, ook bekend als Eirik Magnusson (1268 - Bergen (Noorwegen), juli 1299) was koning van Noorwegen van 1280 tot zijn dood in 1299. Erik kreeg de bijnaam Priesterhater, door de slechte verhoudingen tussen de Kerk en hem. Desondanks staat hij bekend als zwakke koning die meestal door zijn raadsleden werd geleid.
Erik was de oudste zoon van koning Magnus VI en diens echtgenote Ingeborg Eriksdotter, dochter van koning Erik IV van Denemarken. Via zijn moeder (dochter van Jutta van de Saksen, afstammeling van Ulvhild van Noorwegen, hertogin van de Saksen) was Eirik afstammeling van de heilige Olaf, koning Olaf II van Noorwegen.
In 1281 trouwde Erik op 13-jarige leeftijd met Margaretha, dochter van Alexander III van Schotland en Margaretha van Engeland. Twee jaar later overleed zij. Erik en Margaretha kregen in 1283 een dochter die ze Margaretha noemden. Deze Margaretha werd in 1286 koningin van Schotland.
Later trouwde Erik nogmaals, nu met Isabel Bruce. Zij was de zuster van koning Robert I van Schotland. Zijn dochter Ingeborg trouwde met Waldemar Magnusson, hertog van Finland, prins van Zweden.
Omdat Erik stierf zonder nakomelingen, werd hij door zijn jongere broer Haakon V opgevolgd als koning van Noorwegen. Hij werd begraven in de oude kathedraal van Bergen, die vernietigd werd in 1531. Zijn begraafplaats wordt gemarkeerd door een gedenkteken in Bergenhus, een vesting in Bergen die deels gebouwd is door zijn vader. Erik Magnusson werd 31 jaar.